# Dammtjärnen (Frostvikens socken, Jämtland, vid Norra Storvattnet)
Dammtjärnen är en sjö i Strömsunds kommun i Jämtland och ingår i Ångermanälvens huvudavrinningsområde. Sjön har en area på 0,219 kvadratkilometer och ligger 347,7 meter över havet. Sjön avvattnas av vattendraget Gussvattenån.

## Delavrinningsområde
Dammtjärnen ingår i det delavrinningsområde (715035-143156) som SMHI kallar för Utloppet av Dammtjärn. Medelhöjden är 375 meter över havet och ytan är 1,4 kvadratkilometer. Räknas de 5 avrinningsområdena uppströms in blir den ackumulerade arean 16,25 kvadratkilometer. Gussvattenån som avvattnar avrinningsområdet har biflödesordning 3, vilket innebär att vattnet flödar genom totalt 3 vattendrag innan det når havet efter 302 kilometer. Avrinningsområdet består mestadels av skog (79 procent). Avrinningsområdet har 0,22 kvadratkilometer vattenytor vilket ger det en sjöprocent på 15,5 procent.